# Geoffrey Burnstock

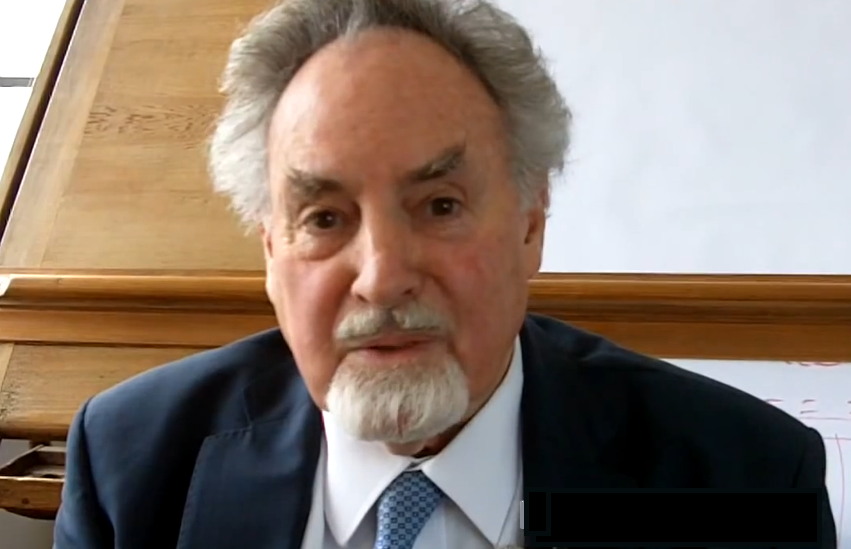
Geoffrey Burnstock

Geoffrey Burnstock AC (* 10. Mai 1929 in London; † 2. Juni 2020 in Melbourne) war ein britisch-australischer Neurobiologe, bekannt für seine Rolle in der Entdeckung von ATP als Neurotransmitter, wofür er den Begriff Purinergic signalling (purinerge Signalübertragung) bzw. Purinergic transmission prägte.

## Leben
Burnstock studierte am King’s College London mit dem Bachelor-Abschluss 1953 und wurde 1957 am University College London (UCL) promoviert. Er ging an die Universität Melbourne, an der er 1959 Senior Lecturer wurde und 1964 Professor für Zoologie. 1975 wurde er Leiter der Abteilung Anatomie und Entwicklungsbiologie am University College London. Ab 1997 war er Direktor des Autonomic Neuroscience Institute der Royal Free Hospital School of Medicine (UCL Medical School) in London. 2017 ging er in den Ruhestand.
1972 stellte er die Hypothese auf, dass ATP ein Transmitter bei Nerven in Magen und Blase ist, die nicht Adrenalin/Noradrenalin oder Acetylcholin als Transmitter verwenden. 1976 stellte er die Hypothese auf, dass Nerven mehr als einen Transmitter nutzen und dass ATP ein Ko-Transmitter in vielen Teilen des peripheren und zentralen Nervensystems ist. 1978 unterschied er die purinergen Rezeptoren P1 und P2 und 1985 weiter verfeinert P2X und P2Y. Der purinerge Signalweg spielt eine Rolle bei Kontrolle von Gefäßspannung und Gefäßumbau, Funktion von Knochen, Niere, Lunge und Blase, mechanosensorischer Übertragung und Embryonalentwicklung. Später befasste er sich mit klinischen und pharmakologischen Anwendungen purinerger Medikamente.
Er stellte auch eine neue Hypothese über die Wirkungsweise der Akupunktur auf (über die Aktivierung des purinergen Signalwegs durch mechanische oder elektrische Stimulation in der Haut).
Burnstock war Fellow der Australian Academy of Sciences (1971), der Academy of Medical Sciences und der Royal Society (1986), deren Royal Medal er 2020 erhielt. 2017 erhielt er die Macfarlane Burnet Medal der Australischen Akademie der Wissenschaften. Er war Ehren-Fellow des Royal College of Physicians und des Royal College of Surgeons of England und Companion des Order of Australia. 2012 erhielt er die Erasmus Medal.
Er war von 1994 bis 2006 der am häufigsten zitierte Wissenschaftler in Pharmakologie und Toxikologie.